# Robert Townson
Robert Townson (Spring Grove, Marshgate, Surrey, Anglia, 1762. – Varro Ville, sírja Paramatta-ban, Ausztrália, 1827. június 27.) angol természettudós, utazó, az edinburgi skót Királyi Társaság tagja (1791), az egyik első Tátra-kutató, elsőként végzett barometriai magassági méréseket.

## Munkássága

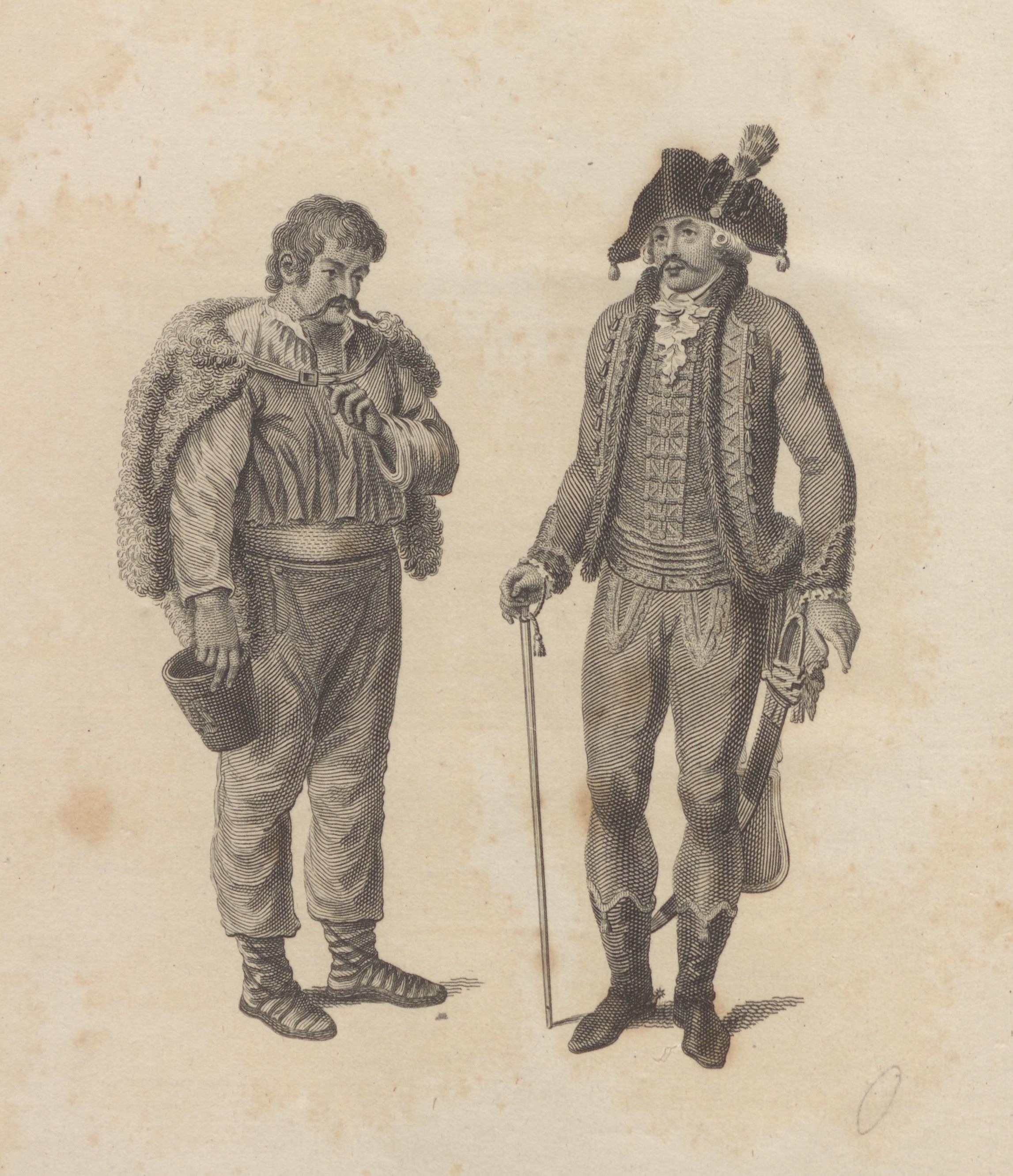
Illusztráció a Travels in Hungary című könyvéből: magyar paraszt és nemes nemzeti öltözetben

Az 1797-ben megjelent Travels  in  Hungary with a short account of Vienna in the year 1793 című könyvében, amelyben alapos leírás volt az akkori Magyarországról és városairól, így írt: „A budai hegyekből látni a kecskeméti pusztaságot, ami annak a hatalmas síkságnak a része, ami Váctól, a Mátrától és Tokajtól délre egészen  Máramarosig Belgrádig nyúlik, Budától és a Balatontól pedig egészen azokig a hegyekig, melyek elválasztják Magyarországot Erdélytől. … Itt vannak a nagy puszták és tanyák, ahol a sok marhát tartják, és innen látják el Bécset és a távolabbi piacokat is marhával. A síkság többségében száraz és homokos, de néhány helyen mocsaras."
Járt a Tátrában is, annak több völgyét is felkereste; ő volt az első ismert turista a Fehér-tavi-csúcson (ahova egy "Grosser Hans" nevű zergevadásszal jutott fel 1793. augusztus 9-én). Járt a Bélai-havasokon, a Mészárszékeken és a Krivánon is. A Tátra flórája és faunája is érdekelte.
Kutatásai eredményét a
- Travels in Hungary with a short account of Vienna in the year 1793, London, 1797
- Voyage en Hongrie, Párizs 1798–1799, francia fordítás
- Reise in Hongarijen, Hága 1800–1801, holland fordítás

című, több kiadást megért könyvében jelentette meg. Ez a Tátra-kutatás egyik klasszikus műve, értékes rézlenyomatokkal illusztrálva.
1807-ben Ausztráliába távozott.